# Apocyclops spartinus
Apocyclops spartinus is een eenoogkreeftjessoort uit de familie van de Cyclopidae. De wetenschappelijke naam van de soort is voor het eerst geldig gepubliceerd in 1968 door Ruber.